# Östra Njaltaheden
Östra Njaltaheden är ett naturreservat i Arjeplogs kommun i Norrbottens län.
Området är naturskyddat sedan 2013 och är 0,8 kvadratkilometer stort. Reservatet omfattar 12 småtjärnar och flera mindre myrar omgivna av gammal urskogsartad tallskog.